# Felletin
Ne doit pas être confondu avec Fellering.
Felletin est une commune française située dans le département de la Creuse, en région Nouvelle-Aquitaine.

## Géographie

### Localisation
- 1Carte dynamique
- 2Carte OpenStreetMap
- 3Carte topographique

La commune de Felletin est située dans la haute vallée de la Creuse au pied du plateau de Millevaches. Le territoire communal est arrosé par la rivière Creuse. Felletin est la porte d'entrée creusoise du parc naturel régional de Millevaches en Limousin.

### Communes limitrophes
|                           |          | Moutier-Rozeille |
| Saint-Quentin-la-Chabanne | Felletin |                  |
|                           |          | Saint-Frion      |

### Climat
Pour des articles plus généraux, voir Climat de la Nouvelle-Aquitaine et Climat de la Creuse.
Historiquement, la commune est exposée à un climat montagnard. En 2020, Météo-France publie une typologie des climats de la France métropolitaine dans laquelle la commune est exposée à un climat de montagne et est dans la région climatique ouest et nord-ouest du massif Central, caractérisée par une pluviométrie annuelle de 900 à 1 500 mm, maximale en automne et en hiver.
Pour la période 1971-2000, la température annuelle moyenne est de 9,7 °C, avec une amplitude thermique annuelle de 14,8 °C. Le cumul annuel moyen de précipitations est de 1 049 mm, avec 12,6 jours de précipitations en janvier et 7,9 jours en juillet. Pour la période 1991-2020, la température moyenne annuelle observée sur la station météorologique installée sur la commune est de 10,4 °C et le cumul annuel moyen de précipitations est de 969,0 mm,. Pour l'avenir, les paramètres climatiques de la commune estimés pour 2050 selon différents scénarios d’émission de gaz à effet de serre sont consultables sur un site dédié publié par Météo-France en novembre 2022.
| Mois                                  | jan.           | fév.            | mars           | avril         | mai           | juin          | jui.          | août           | sep.           | oct.            | nov.             | déc.           | année      |
| ------------------------------------- | -------------- | --------------- | -------------- | ------------- | ------------- | ------------- | ------------- | -------------- | -------------- | --------------- | ---------------- | -------------- | ---------- |
| Température minimale moyenne (°C)     | 0,2            | −0,1            | 2              | 4,2           | 7,5           | 10,8          | 12,2          | 12,3           | 9,2            | 7,3             | 3,1              | 0,9            | 5,8        |
| Température moyenne (°C)              | 3,3            | 3,6             | 6,6            | 9,2           | 12,7          | 16,4          | 18,1          | 18,2           | 14,8           | 11,7            | 6,6              | 4              | 10,4       |
| Température maximale moyenne (°C)     | 6,4            | 7,2             | 11,2           | 14,3          | 17,9          | 22            | 24            | 24,2           | 20,3           | 16,2            | 10,1             | 7,2            | 15,1       |
| Record de froid (°C) date du record   | −12,7 26.01.07 | −16,4 07.02.12  | −16,9 01.03.05 | −5,2 08.04.03 | −2 06.05.02   | 1,7 04.06.01  | 3,7 17.07.00  | 2,7 29.08.1998 | 0,5 14.09.1996 | −7,2 29.10.1997 | −11,5 22.11.1998 | −13,3 15.12.01 | −16,9 2005 |
| Record de chaleur (°C) date du record | 20,1 01.01.22  | 23,7 20.02.1998 | 24,3 30.03.21  | 27,7 30.04.05 | 31,1 22.05.22 | 36,2 30.06.15 | 38,9 23.07.19 | 39,1 18.08.12  | 35,1 04.09.23  | 33,5 08.10.23   | 24,7 08.11.15    | 19,5 31.12.21  | 39,1 2012  |
| Précipitations (mm)                   | 81,7           | 69,7            | 73             | 93,3          | 92,1          | 81,1          | 79,2          | 72,3           | 79             | 70,5            | 90,4             | 86,7           | 969        |

## Urbanisme

### Typologie
Au 1er janvier 2024, Felletin est catégorisée bourg rural, selon la nouvelle grille communale de densité à 7 niveaux définie par l'Insee en 2022.
Elle est située hors unité urbaine et hors attraction des villes,.

### Occupation des sols
L'occupation des sols de la commune, telle qu'elle ressort de la base de données européenne d’occupation biophysique des sols Corine Land Cover (CLC), est marquée par l'importance des territoires agricoles (56,9 % en 2018), une proportion sensiblement équivalente à celle de 1990 (57,4 %). La répartition détaillée en 2018 est la suivante : 
prairies (40,3 %), forêts (29 %), zones agricoles hétérogènes (16,6 %), zones urbanisées (10,6 %), milieux à végétation arbustive et/ou herbacée (1,8 %), eaux continentales (1,7 %). L'évolution de l’occupation des sols de la commune et de ses infrastructures peut être observée sur les différentes représentations cartographiques du territoire : la carte de Cassini (XVIIIe siècle), la carte d'état-major (1820-1866) et les cartes ou photos aériennes de l'IGN pour la période actuelle (1950 à aujourd'hui).

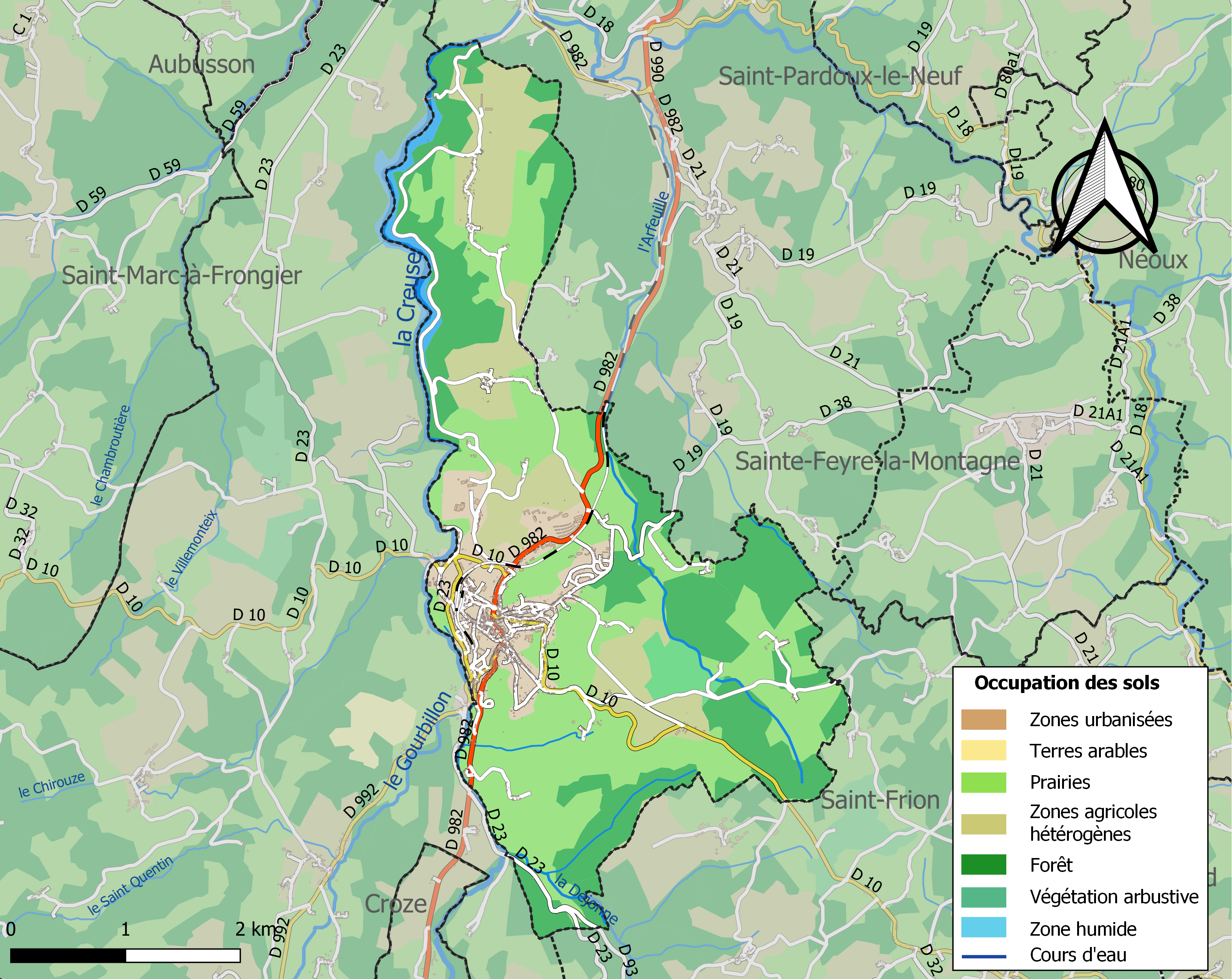
Carte des infrastructures et de l'occupation des sols de la commune en 2018 (CLC).

### Transports

#### Transport routier
- Réseau TransCreuse

#### Transport ferroviaire
- Gare de Felletin

| Ligne | Caractéristiques | Caractéristiques                      | Caractéristiques                      | Caractéristiques                      | Caractéristiques                      | Caractéristiques                              | Caractéristiques                         | Caractéristiques                      | Caractéristiques                      |
| L25   | Felletin/Montluçon > Guéret > Limoges | Felletin/Montluçon > Guéret > Limoges | Felletin/Montluçon > Guéret > Limoges | Felletin/Montluçon > Guéret > Limoges | Felletin/Montluçon > Guéret > Limoges | Felletin/Montluçon > Guéret > Limoges         | Felletin/Montluçon > Guéret > Limoges    | Felletin/Montluçon > Guéret > Limoges | Felletin/Montluçon > Guéret > Limoges |
| L25   | Felletin/Montluçon ⥋ Limoges | Felletin/Montluçon ⥋ Limoges          | Felletin/Montluçon ⥋ Limoges          | Felletin/Montluçon ⥋ Limoges          | Felletin/Montluçon ⥋ Limoges          | Felletin/Montluçon ⥋ Limoges                  | Felletin/Montluçon ⥋ Limoges             | Felletin/Montluçon ⥋ Limoges          | Felletin/Montluçon ⥋ Limoges          |
| ----- | --- | ------------------------------------- | ------------------------------------- | ------------------------------------- | ------------------------------------- | --------------------------------------------- | ---------------------------------------- | ------------------------------------- | ------------------------------------- |
| L25   | Ouverture / Fermeture — / — | Longueur —                            | Durée —                               | Nb. d’arrêts 18                       | Matériel TER / Car                    | Jours de fonctionnement L, Ma, Me, J, V, S, D | Jour / Soir / Nuit / Fêtes O / O / N / O | Voy. / an —                           | Dépôt SNCF                            |
| L25   | Desserte : - Gares desservies : Felletin, Aubusson, Lavaveix-les-Mines, Huriel, Lavaufranche, Gouzon, Parsac-Gouzon, Busseau-sur-Creuse, Ajain, Guéret, Montaigut, Vieilleville, Marsac, Saint-Sulpice-Laurière, Ambazac, Limoges |                                       |                                       |                                       |                                       |                                               |                                          |                                       |                                       |
| L25   | Autre : Circule toute l'année, même les jours fériés. |                                       |                                       |                                       |                                       |                                               |                                          |                                       |                                       |
| L25   | Dernière actualisation : — |                                       |                                       |                                       |                                       |                                               |                                          |                                       |                                       |

### Risques majeurs
Le territoire de la commune de Felletin est vulnérable à différents aléas naturels : météorologiques (tempête, orage, neige, grand froid, canicule ou sécheresse), inondations et séisme (sismicité faible). Il est également exposé à un risque technologique, la rupture d'un barrage, et à un risque particulier : le risque de radon. Un site publié par le BRGM permet d'évaluer simplement et rapidement les risques d'un bien localisé soit par son adresse soit par le numéro de sa parcelle.

#### Risques naturels
Certaines parties du territoire communal sont susceptibles d’être affectées par le risque d’inondation par débordement de cours d'eau, notamment la Creuse. La commune a été reconnue en état de catastrophe naturelle au titre des dommages causés par les inondations et coulées de boue survenues en 1982 et 1999,.

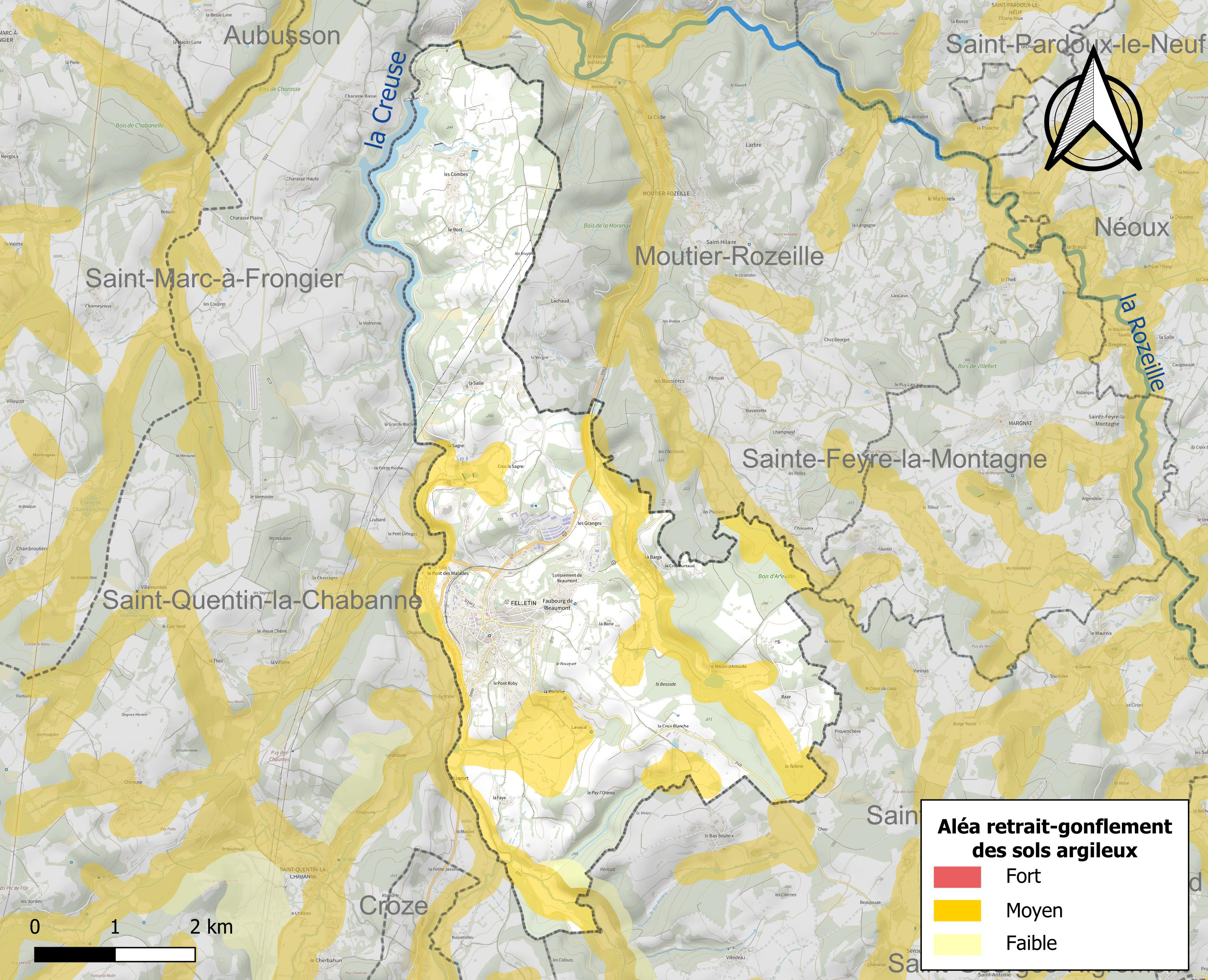
Carte des zones d'aléa retrait-gonflement des sols argileux de Felletin.

Le retrait-gonflement des sols argileux est susceptible d'engendrer des dommages importants aux bâtiments en cas d’alternance de périodes de sécheresse et de pluie. 23 % de la superficie communale est en aléa moyen ou fort (33,6 % au niveau départemental et 48,5 % au niveau national). Sur les 780 bâtiments dénombrés sur la commune en 2019, 90 sont en aléa moyen ou fort, soit 12 %, à comparer aux 25 % au niveau départemental et 54 % au niveau national. Une cartographie de l'exposition du territoire national au retrait gonflement des sols argileux est disponible sur le site du BRGM,.
Par ailleurs, afin de mieux appréhender le risque d’affaissement de terrain, l'inventaire national des cavités souterraines permet de localiser celles situées sur la commune.
Concernant les mouvements de terrains, la commune a été reconnue en état de catastrophe naturelle au titre des dommages causés par des mouvements de terrain en 1999.

#### Risques technologiques
La commune est en outre située en aval du barrage de Confolent, un ouvrage sur la Creuse de classe A soumis à PPI, disposant d'une retenue de 4,7 millions de mètres cubes. À ce titre elle est susceptible d’être touchée par l’onde de submersion consécutive à la rupture de cet ouvrage.

#### Risque particulier
Dans plusieurs parties du territoire national, le radon, accumulé dans certains logements ou autres locaux, peut constituer une source significative d’exposition de la population aux rayonnements ionisants. Certaines communes du département sont concernées par le risque radon à un niveau plus ou moins élevé. Selon la classification de 2018, la commune de Felletin est classée en zone 3, à savoir zone à potentiel radon significatif.

## Toponymie
La ville se nomme Falatin en occitan. À partir des formes anciennes Filitin (attestée entre 1096 et 1108), Phylitini (1157), Feletin et Felleti (XIIe siècle), Marcel Villoutreix propose un dérivé du nom d'homme germanique Filisteus, avec le suffixe latin -inum.

## Histoire

### Moyen Âge
L'origine de la ville est peut-être un domaine agricole ayant appartenu aux vicomtes d'Aubusson.
La ville de Felletin est construite autour de deux bourgs qui se sont soudés. Le premier s'était élevé autour du château construit par les vicomtes d'Aubusson sur le piton ouest de la colline de Beaumont. Le second s'était établi autour du prieuré ou moutier fondé par les moines bénédictins de l'abbaye Sainte-Valérie de Chambon-sur-Voueize. Il y a alors deux paroisses: celle de Beaumont, la plus ancienne, avec l'église Saint-Blaise, et celle du Moutier, avec l'église Sainte-Valérie construite vers 1121-1125. Les fouilles faites à côté de l'église Sainte-Valérie ont fait apparaître des structures plus anciennes. L'église Saint-Blaise est desservie par une communauté de prêtres-filleuls depuis la fin du Moyen Âge.
Felletin est alors une ville commerciale importante sur la route de Lyon à Limoges, qui passait par la Grande Rue. Deux ponts, le pont Roby et le pont des Malades, y permettent le franchissement de la Creuse. La ville, marchande et artisanale, assure la transformation des productions de la montagne et est dotée d'institutions communales placées sous l'autorité de 4 consuls élus chaque année parmi les bourgeois et notables de la ville.
En 1228 et 1248, des incendies ravageurs se produisent. En 1278, Felletin est le siège d'une châtellenie. En 1300, Alengarde, la fille de Guy II, dernier vicomte d'Aubusson, confirme les privilèges de la ville.
En 1356, la ville est occupée par les Anglais.
Le château de Beaumont est détruit au début du XVe siècle. Un nouveau château est construit qui est lui aussi démantelé à la fin du XVe siècle. La ville est enserrée par une enceinte avec des tours rondes, ouverte vers l'extérieur par quatre portes : au nord, la porte du Château ; à l'est, la porte de la Pelleterie ; au sud, la porte de la Font-Anel ; à l'ouest, la porte Pisseloche. Devant ces portes — sauf devant la porte du Château — se développent des faubourgs où habite la main-d'œuvre ouvrière.
Entre 1454 et 1480, le prieur du Moutier entreprend la reconstruction de l'église Sainte-Valérie et, vers 1478, la communauté de Beaumont obtient de Pierre de Bourbon, comte de la Marche, de faire construire l'église Notre-Dame-du-Château.
En 1456 apparaît la première mention de la tapisserie dans le comté de la Marche avec un tapissier de Felletin nommé Jacques Bonnyn. On trouve une deuxième mention en 1473 quand les consuls de Riom reçoivent le tapissier de Felletin Jehan Beranhe. Les historiens donnent pour origine de la tapisserie dans le comté de la Marche, à Felletin, Bellegarde-en-Marche et Aubusson, le mariage en 1310 de Marie d'Avesnes, fille de Jean de Hainaut, avec Louis de Bourbon, comte de la Marche en 1322. À cette époque où, pour des raisons politiques, les Anglais ne livrent plus de laine dans les ports flamands, des tapissiers flamands sont probablement attirés vers le comté de la Marche par Marie d'Avesnes et sa cousine Marie de Flandre, mariée en 1312 à Robert VII d'Auvergne, devenue à la mort de celui-ci, en 1325, dame de Bellegarde-en-Marche. On trouve une nouvelle mention de la tapisserie de Felletin en 1514 dans l'inventaire après décès des biens de Charlotte d'Albret, veuve de César Borgia, dans lequel sont cités 75 pièces de Felletin « à champ doré, à feuillages et bêtes [...] à menus feuillages sur bandes rouges, blanches et vertes ».
En 1479, les consuls font construire l'Hôtel-Dieu (fin du XVe siècle). Il en reste sa chapelle, qui devient en 1674 la chapelle des pénitents bleus de l'Assomption-de-la-Vierge.

### Temps modernes
De 1576 à 1580, la ville est occupée par des troupes protestantes.
En 1581, les moines du Chambon quittent le prieuré pour retourner à l'abbaye. Le 22 novembre de la même année, Montaigne passe par Felletin en revenant d'Italie pour aller prendre ses fonctions de maire de Bordeaux.
En 1584, le prieuré devient un simple bénéfice. Le 15 février 1589, un collège est fondé pour améliorer l'enseignement catholique.
Au début du XVIIe siècle, sous l'influence de la Contre-Réforme, pour favoriser la vie spirituelle et communautaire, sont créés des confréries de pénitents à Felletin : 
- la confrérie de Pénitents noirs de la Sainte-Croix, en 1606, qui a d'abord sa chapelle dans l'église Saint-Blaise avant de faire construire sa chapelle en face de l'église Notre-Dame du château, démolie en 1805[28] ;
- la confrérie des Pénitents bleus de l'Assomption-de-la-Vierge fondée à Felletin en 1617 et qui fait ses dévotions ans la chapelle Bleue ;
- la confrérie des Pénitents blancs, qui fait construire en 1625 la chapelle Blanche consacrée à Notre-Dame de Bonne-Espérance.

Felletin devient une manufacture royale en 1689. Elle est en concurrence avec la manufacture royale d'Aubusson. Mais au XVIIIe siècle, les tapisseries d’Aubusson détournent le flux commercial ce qui provoque l’abandon de l’itinéraire ancien, et donc un recul du passage et des commerces à Felletin.
Les fortifications de la ville sont arasées au XVIIIe siècle. Il n'en subsiste que deux tours en 1817.
En 1771, Felletin accueille Michel-Etienne Lepeletier de Saint-Fargeau (père du futur conventionnel), président à mortier au parlement de Paris, exilé par Louis XV pour s'être opposé à la réforme judiciaire lancée par le chancelier Maupeou. S'adonnant à la mode nouvelle de l'archéologie, c'est lui qui aurait donné le nom de « cabane de César » au dolmen de la Croix blanche situé sur les hauteurs de la ville.

### Révolution française
Entre 1790 et 1800, Felletin est chef-lieu de district.
En 1795, l'église Saint-Blaise est détruite par un incendie. L'église Sainte-Valérie devient l'église principale de Felletin.

### XIXesiècle
Depuis le Moyen Âge, comme dans toutes les communes de la Marche, chaque année durant la période de faible activité agricole, beaucoup d'hommes se rendent dans les grandes villes et les ports afin d'y être embauchés sur les chantiers du bâtiment ou de la construction navale comme maçons, charpentiers de marine, couvreurs… C'est ainsi que les maçons de la Creuse deviennent bâtisseurs de cathédrales. En 1624, ils construisent la digue de La Rochelle ; au XIXe siècle, ils participent à la reconstruction du Paris du baron Haussmann. Initialement saisonnière de novembre à mars, l'émigration devient définitive : ainsi, entre 1850 et 1950, la Creuse perd la moitié de sa population. On trouve dans le livre de Martin Nadaud Mémoires de Léonard la description de cet exode qui marqua si fortement les modes de vie.
En 1877, le cimetière de Beaumont ainsi que la lanterne des morts qui s'y trouvait sont déplacés.
En 1889-1890, c'est à l'initiative d'un Creusois de Paris, Claude Blaise Vennat, né à Felletin, qu'est créé un atelier de taille du diamant à Felletin. À Paris, Claude Blaise Vennat avait appris le métier de la taille des diamants chez Louis Gruet, appartenant à une dynastie de lapidaires originaires de Saint-Claude et installé lui-même à Paris en 1883. Il s'était associé avec Edouard Willingstorfer, lapidaire et diamantaire né à Paris. Pour l'attirer dans son projet, Claude Blaise Vennat lui vante la disponibilité de la force motrice de la Creuse toute l'année. Ils s'installent dans le moulin de Chissat, rue de la Maison-Rouge. Le nombre d'ouvriers employés à la taille du diamant augmente progressivement. Vers 1905-1906 est créée la Société coopérative des ouvriers diamantaires de Felletin, la Felletinoise. La déclaration de fondation est publiée dans le Journal officiel du 9 décembre 1906. En 1911-1912, quinze coopérateurs décident de créer un atelier moderne à l'image de ceux qu'ils ont visités à Saint-Claude. C'est l'origine de la diamanterie de Pont-Roby. Elle va travailler avec la Fédération des coopératives diamantaires de France et de Suisse, installée à Saint-Claude. En 1927, il y a 25 coopérateurs, puis 21 en 1932. L'activité diamantaire commence à décliner à partir de 1930. En 1950 apparaissent les diamants synthétiques. La Felletinoise ferme en 1982.
En 1889, après la démolition d'un îlot de maisons insalubres, la municipalité fait construire une halle à côté de la fontaine Courtaud.
En 1902, la ville se dote d'un nouvel abattoir.
En 1906, la Caisse d'Épargne de Felletin est construite face au portail de l'église Sainte-Valérie.
En 1911 est fondée l'école des métiers du bâtiment, remplacée en 1947 par l'École nationale du bâtiment, puis, en 1998, par le lycée des métiers du bâtiment.

### XXesiècle
En 1959, la halle est démolie pour créer la place Courtaud.

## Politique et administration

### Liste des maires
| Période        | Période                  | Identité          | Étiquette     | Qualité |
| -------------- | ------------------------ | ----------------- | ------------- | --- |
| 1956           | juin 1995                | Jean Mazet        | Rad. puis DVD | Entrepreneur de bâtiment et travaux publics Conseiller municipal (1953 → 1956) Conseiller général de Felletin (1958 → 1982) Suppléant du député Olivier de Pierrebourg (1962 → 1967 et 1968 → 1973) |
| juin 1995      | 21 mars 2008             | Michel Pinton     | UDF-AD        | Éleveur Ancien député européen (1993 → 1994) |
| 21 mars 2008   | 30 mars 2014             | Renée Nicoux      | PS            | Enseignante et proviseure adjointe de lycée Sénatrice de la Creuse (2009 → 2014) Conseillère régionale du Limousin (2004 → 2010) Vice-présidente de la CC Aubusson-Felletin                         |
| 30 mars 2014   | 6 juillet 2020           | Jeanine Perruchet | DVD           | Retraitée 2e adjointe au maire (1995 → 2008) Conseillère municipale (2008 → 2014) |
| 6 juillet 2020 | octobre 2024 (démission) | Renée Nicoux      | PS            | Retraitée de l'enseignement Conseillère départementale de Felletin (2021 → ) |
| 7 octobre 2024 | En cours                 | Olivier Cagnon    |               | ingénieur |

### Jumelages

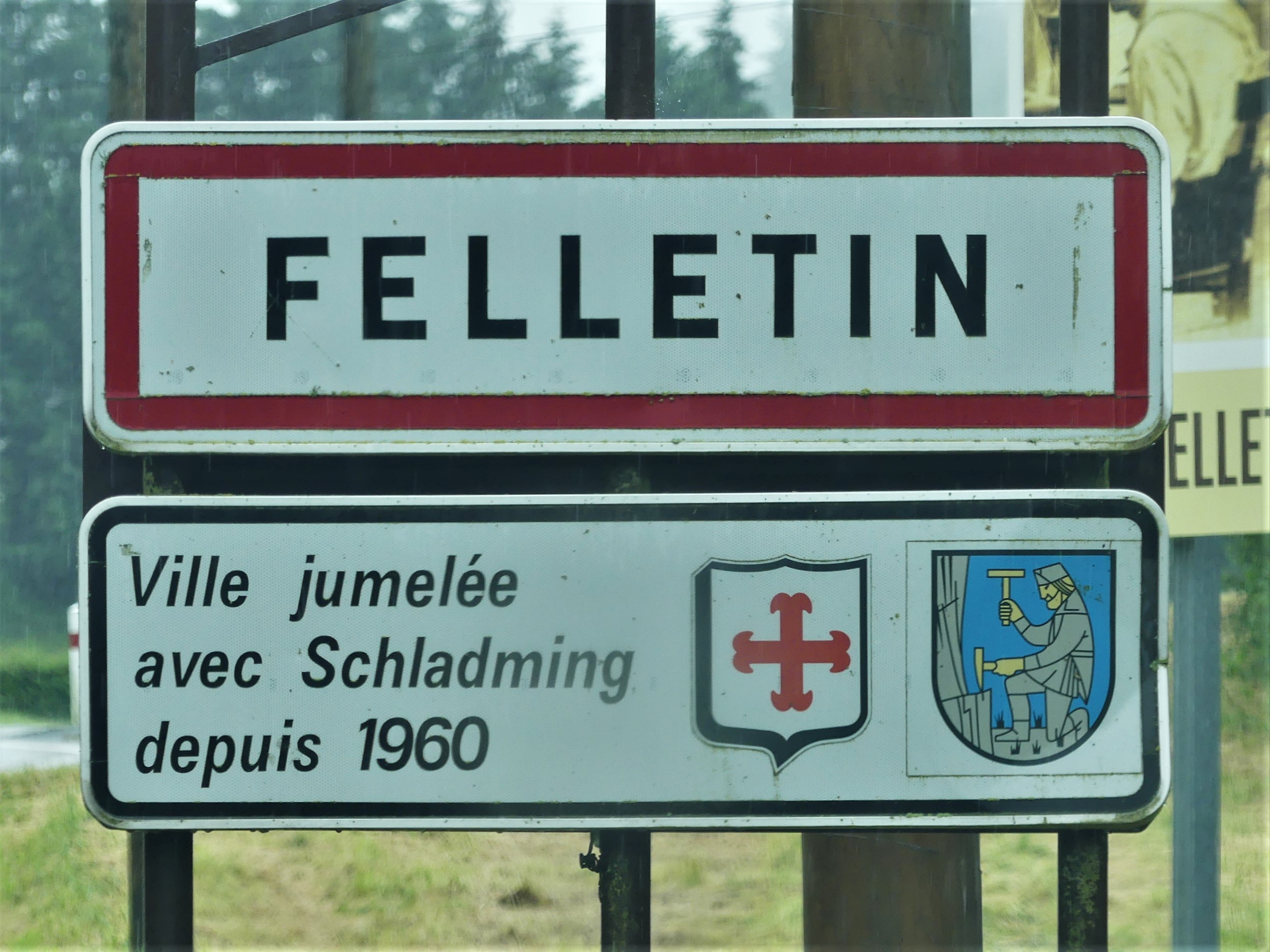
Panneau de jumelage de Felletin.

| Ville | Ville      | Pays | Pays     | Période     |
| ----- | ---------- | ---- | -------- | ----------- |
|       | Schladming |      | Autriche | depuis 1960 |

### Politique environnementale
Dans son palmarès 2024, le Conseil national de villes et villages fleuris de France a attribué une fleur à la commune.

## Population et société

### Démographie
Au dernier recensement, la commune comptait 1552 habitants.
| 1793  | 1800  | 1806  | 1821  | 1831  | 1836  | 1841  | 1846  | 1851  |
| ----- | ----- | ----- | ----- | ----- | ----- | ----- | ----- | ----- |
| 2 372 | 2 666 | 2 646 | 2 875 | 3 228 | 3 298 | 3 589 | 3 563 | 3 454 |

| 1856  | 1861  | 1866  | 1872  | 1876  | 1881  | 1886  | 1891  | 1896  |
| ----- | ----- | ----- | ----- | ----- | ----- | ----- | ----- | ----- |
| 3 494 | 3 436 | 3 210 | 3 170 | 3 225 | 3 375 | 3 360 | 3 379 | 3 120 |

| 1901  | 1906  | 1911  | 1921  | 1926  | 1931  | 1936  | 1946  | 1954  |
| ----- | ----- | ----- | ----- | ----- | ----- | ----- | ----- | ----- |
| 3 206 | 3 328 | 3 040 | 3 053 | 3 114 | 2 578 | 2 562 | 2 515 | 2 518 |

| 1962  | 1968  | 1975  | 1982  | 1990  | 1999  | 2006  | 2008  | 2013  |
| ----- | ----- | ----- | ----- | ----- | ----- | ----- | ----- | ----- |
| 2 161 | 2 278 | 2 291 | 2 196 | 1 985 | 1 892 | 1 912 | 1 866 | 1 718 |

| 2018  | 2022  | - | - | - | - | - | - | - |
| ----- | ----- | - | - | - | - | - | - | - |
| 1 554 | 1 552 | - | - | - | - | - | - | - |

### Enseignement
- Le lycée des métiers du bâtiment est issu d'une école professionnelle fondée en 1911.
- Il y a aussi un collège public portant le nom de Jacques Grancher, médecin né à Felletin qui a vacciné Joseph Meister contre la rage.

### Sports
- Felletin est ville d'arrivée de la 2e étape du 42e Tour du Limousin, le mercredi 19 août 2009.
- En |1972, Felletin a accueilli une édition du Critérium des As, remportée par Raymond Poulidor.
- U.C Felletin : club cycliste auquel appartient l'ex-pro limousin Jean-Luc Masdupuy.
- Nombreuses infrastructures sportives : centre équestre « Equi'passion », Pôle sportif (gymnase, courts de tennis extérieurs et halle couverte), boulodrome…
- Nombreuses associations sportives : football, club tennis, randonnées pédestres et marche nordique, cyclo tourisme, pêche...

### Divers
- Tous les ans se déroule début août, et ce pendant cinq jours le Festival de Folklore International Danses, Musiques et Voix du monde, organisé par l'association Les Portes du monde, sous l'égide du CIOFF.
- La Journée du Livre - le vendredi avant le 15 août - rencontres et dédicaces avec plus de 60 auteurs.
- Dernier week-end d'octobre : Journées Nationales de la laine. Felletin, berceau de la tapisserie, est depuis six siècles associée à la production textile. Aujourd’hui, la tradition demeure une réalité économique avec l’activité de la Filature de laines Terrade et de la Manufacture de tapisseries Pinton. Durant 3 jours, Felletin, fête la laine et la création textile. Au programme : visites d’entreprises, Salon artisanal avec plus de 100 exposants venus de la France entière, ateliers de démonstrations (Tricot, Filage, Feutre…), Ateliers enfants (Scoubilaine, tressage, tissage…), conférence…
- Depuis 2009, chaque année de juillet à fin octobre, a lieu le Festival de la Flamme, une exposition d'œuvres d'art dans les rues du centre-ville. Cette exposition est organisée par l'association CETIL'Art, un collectif d'artistes.

## Économie
La petite ville industrielle de Felletin doit son activité à la tapisserie dont elle fut le berceau ainsi qu'à la taille du diamant.
Une filière laine active :

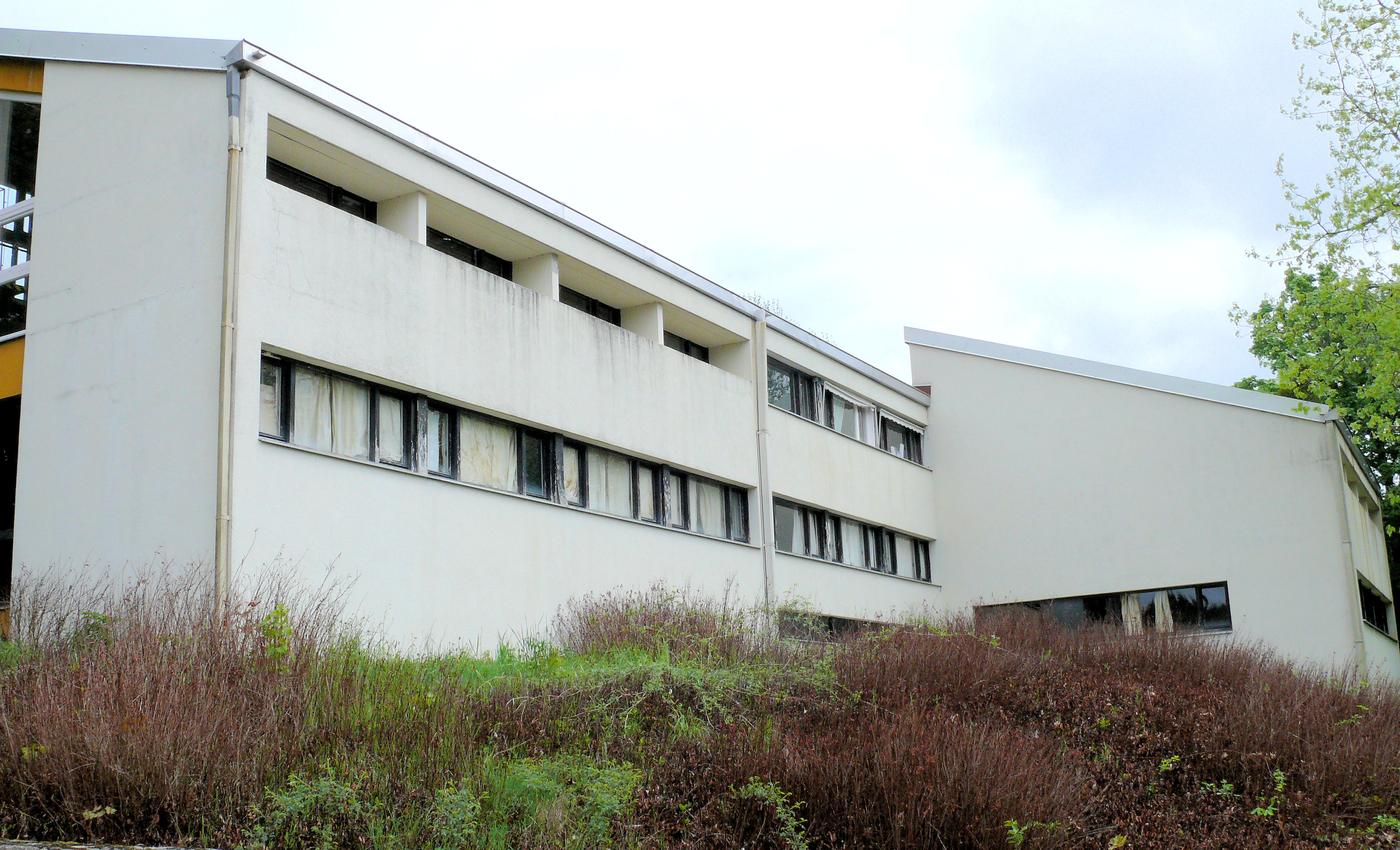
La manufacture Pinton.

- Ateliers Pinton : dernière manufacture felletinoise, elle perpétue la tradition de la tapisserie de Felletin et produit sur commande des tapisseries pour une clientèle privée ou publique internationale. Elle est connue pour avoir réalisé la plus grande tapisserie au monde[41] (22 m x 12 m) : Christ en gloire, d’après un carton de Graham Suttherland, pour la cathédrale Saint-Michel de Coventry en Grande-Bretagne. Depuis le début des années 1990, elle s'est spécialisée dans la réalisation des tapis hand-tuft, tapis de savonnerie des temps modernes pour lesquels elle s'attache la collaboration d'artistes, designers, décorateurs...

- Filature de laines Terrade : Cette entreprise artisanale assure la transformation de la toison en fils cardés et teints. Spécialisée dans les commandes de petites séries, elle assure une production sur mesure pour les fabricants de tapis et tapisseries de la région, des bonnetiers ou des artisans-créateurs. Installée sur les bords de la rivière Creuse, sur le site d'un ancien moulin, c'est une des dernières filatures de laines artisanales en activité en France. Leur savoir-faire est d'ailleurs inscrit à l'inventaire du patrimoine culturel immatériel en France[42].

## Culture locale et patrimoine

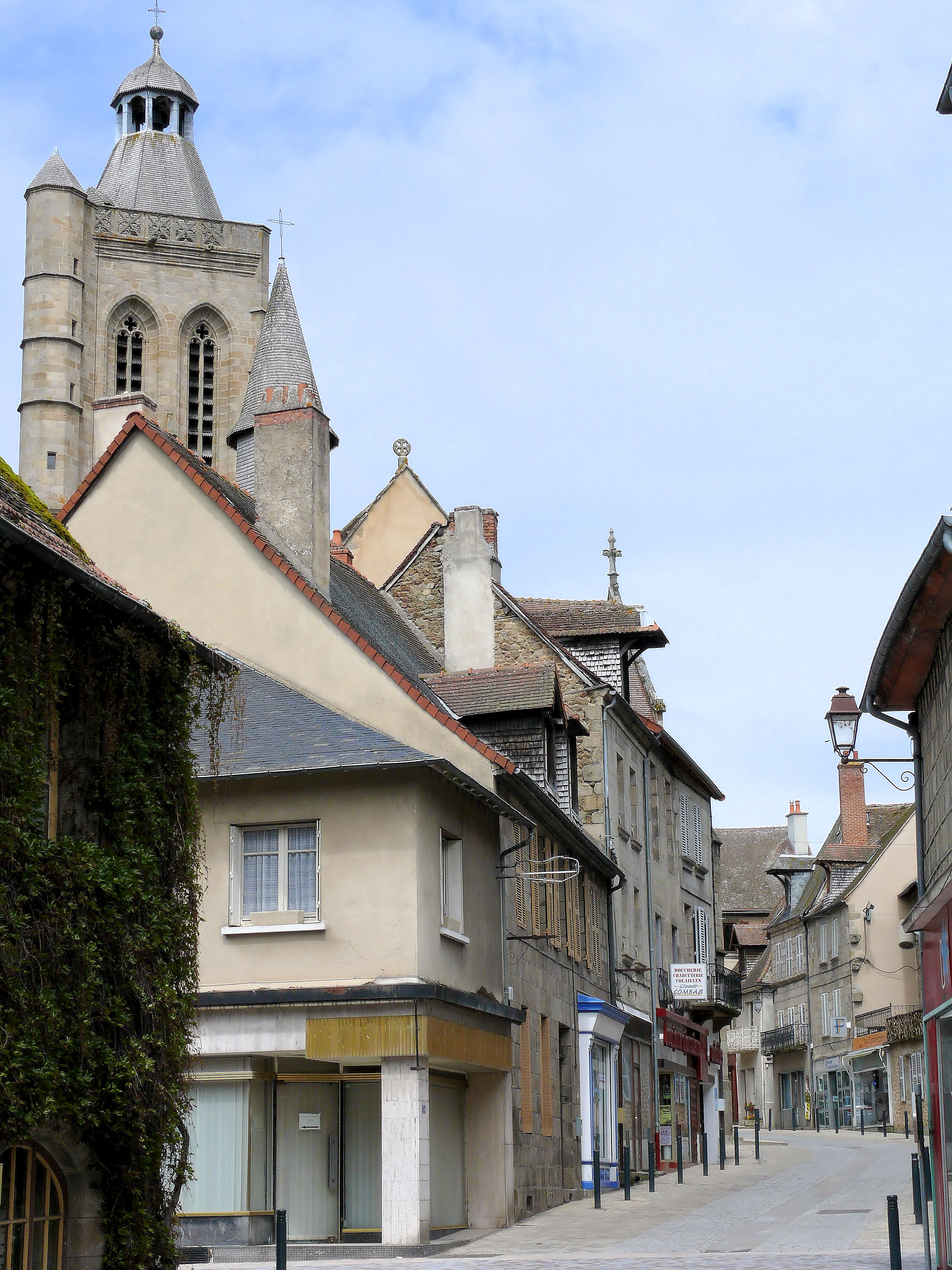
La Grande Rue.

### Lieux et monuments
- L'église du Moûtier. Construite au XIIe siècle et au XVe siècle - Récemment restaurée, l'église du moutier sert d'écrin à deux retables baroques (XVIIe siècle) et à des peintures murales. Les peintures de la nef, bien conservées, datent du XVe siècle et celles qui ornent la chapelle dite « des lissiers » sont l'unique exemple de peinture votive réalisée par les peintres cartonniers felletinois à la fin du XIXe siècle. L'édifice a été classé au titre des monuments historiques en 1910[43].
- L'église Notre-Dame-du-Château, édifice gothique édifié au XVe siècle. Cette église sert de cadre, à chaque période estivale, à une exposition de tapisserie. À voir à l'intérieur : verrières en dalles de verre conçues et réalisées par l'artiste toulousain Henri Guérin entre 1973 et 1985. Ensemble liturgique réalisé par Le Corbusier comprenant un autel de granit et une croix en bois. Cet espace sert de cadre à une exposition estivale de tapisseries. L'édifice a été classé au titre des monuments historiques en 1930[44].
- L'église Saint-Blaise de Felletin. Elle est inscrite à l'Inventaire général du patrimoine culturel[45].
- La chapelle Bleue. Cette chapelle a été construite au XVe siècle par les consuls pour le deuxième Hôtel-Dieu de la ville. En 1674, elle est achetée par Léonard Lamoureux pour servir de chapelle à la confrérie des pénitents bleus de l'Assomption-de-la-Vierge fondée à Felletin en 1617. À sa mort, en 1696, il la transmet MM. Bombrut et Choupineaux. Elle est vendue comme bien national à la Révolution et achetée par Tissier du Breuil[46]. Elle est inscrite sur l'Inventaire supplémentaire des Monuments historiques le 23 août 1935.
- La chapelle Blanche, fondée en 1625, dont il subsiste la façade. Les ruines des murs encadrent un jardin dessiné sous une structure en bois suggérant le volume de l'ancienne chapelle.
- Le château d'Arfeuille, château fort à l'origine (XIIe siècle), la construction actuelle date de la fin du XVe siècle (tour) et du XVIIIe siècle (aile habitée). Le parc XIXe siècle vient d'être complètement réaménagé. Arfeuille est à ce jour l'un des cinq derniers châteaux français à avoir été transmis de père en fils dans la famille du même nom depuis sa construction. Il est ouvert à la visite en juillet et août.
- La lanterne des morts de Felletin du XIIIe siècle : colonne funéraire (classée monument historique) en granit qui présente à sa base une petite ouverture permettant d'allumer un fanal. Elle est visible dans le cimetière.
- La Cabane de César : dolmen classé monument historique[47].
- Le pont Roby : pont médiéval (classé monument historique) anciennement connu sous le nom de pont Soubre. Aujourd'hui, il porte le nom d'un fabricant de tapisseries en activité à sa proximité au XVIIIe siècle.
- Site de la Coopérative Diamantaire « La Felletinoise ». De la fin du XIXe siècle jusqu'au début des années 1980, Felletin fut connu pour son activité diamantaire. De nombreux ateliers de taille de diamants donnèrent du travail à plus d'une centaine d'ouvriers tout au long du XXe siècle. Aujourd'hui, l'activité a cessé mais l'un des principaux ateliers est conservé dans son état d'origine pour rappeler aux visiteurs l'importance de l'activité diamantaire passée.
- La ville a conservé plusieurs maisons et hôtels particuliers datant du XIIIe siècle, jusqu'au XVIe siècle - Grande Rue, rue Détournée et rue Terrefume - qui ont été placés sur l'Inventaire supplémentaire des Monuments historiques.

### Galerie

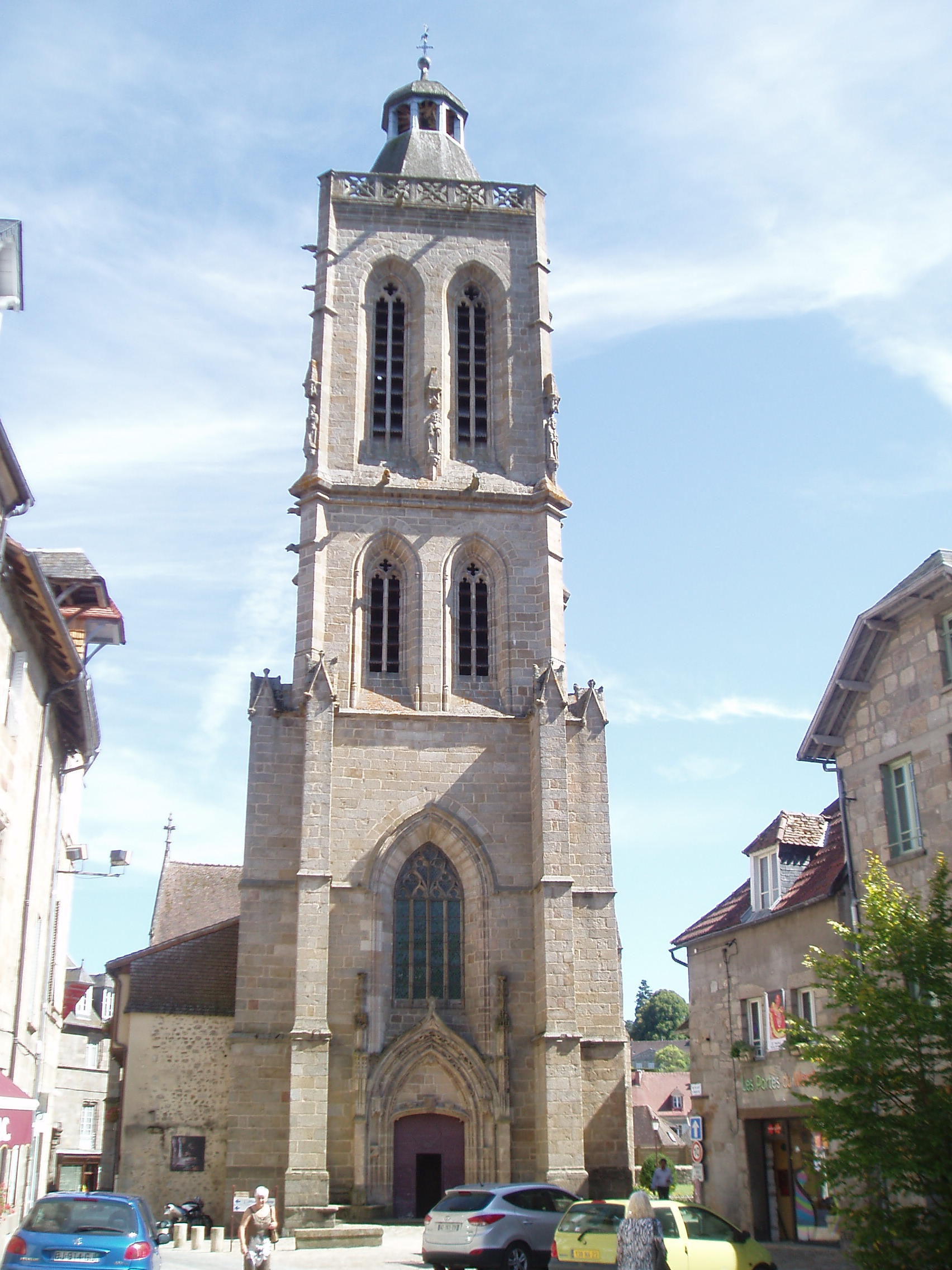
Église du Moûtier ou Sainte-Valérie.
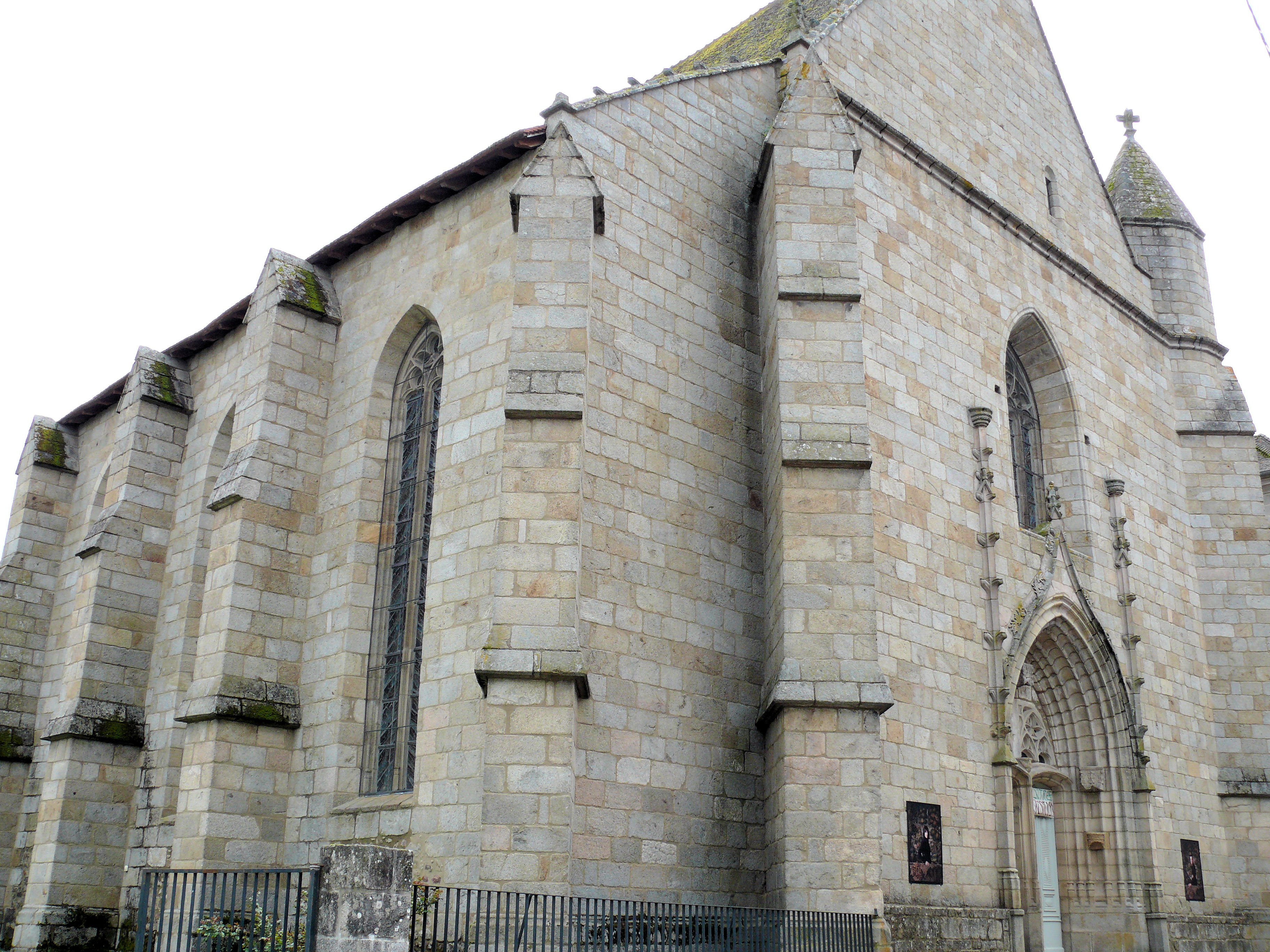
Église Notre-Dame-du-Château.
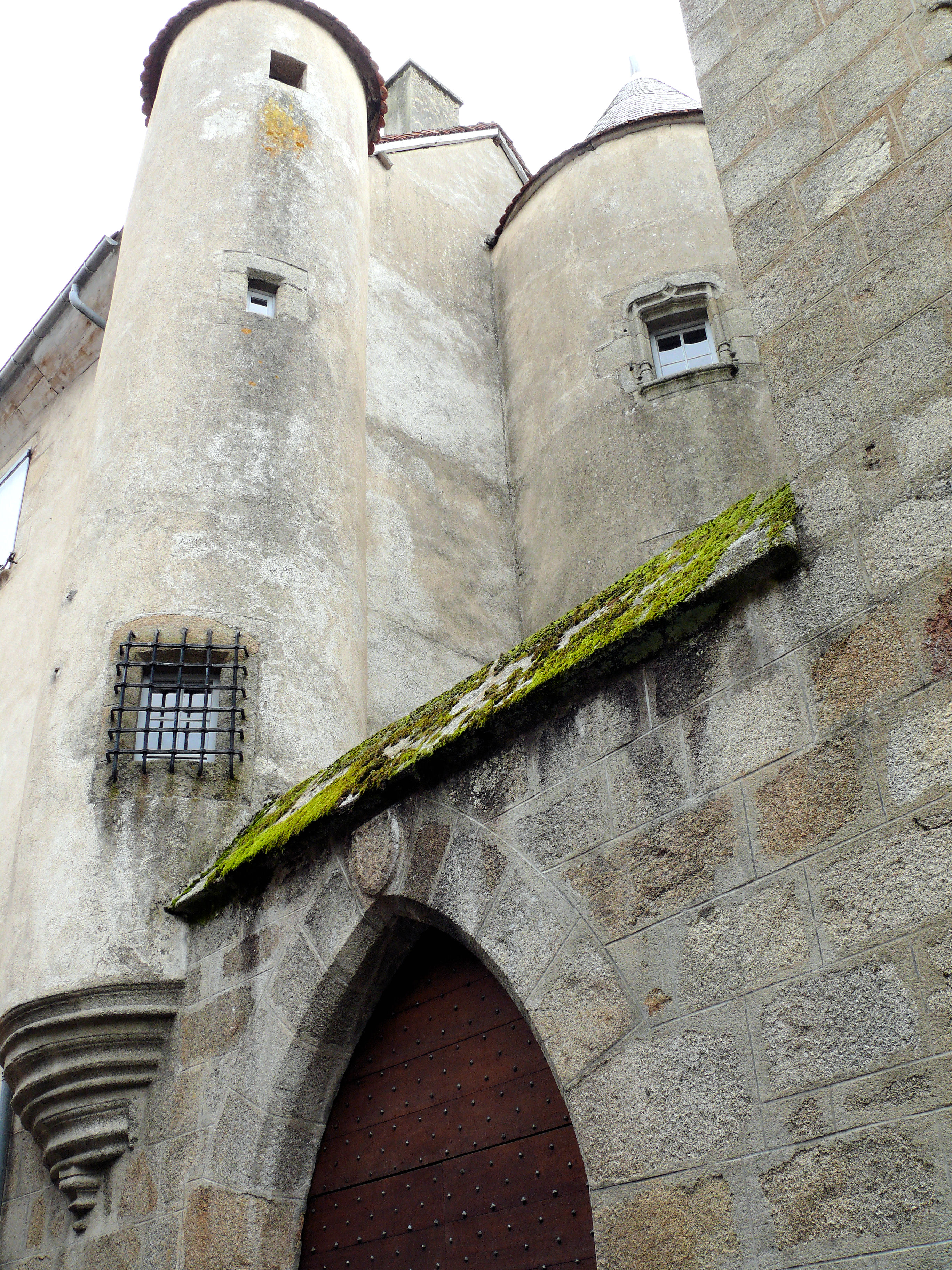
Hôtel Delaporte (dit improprement Maison du Bailli).
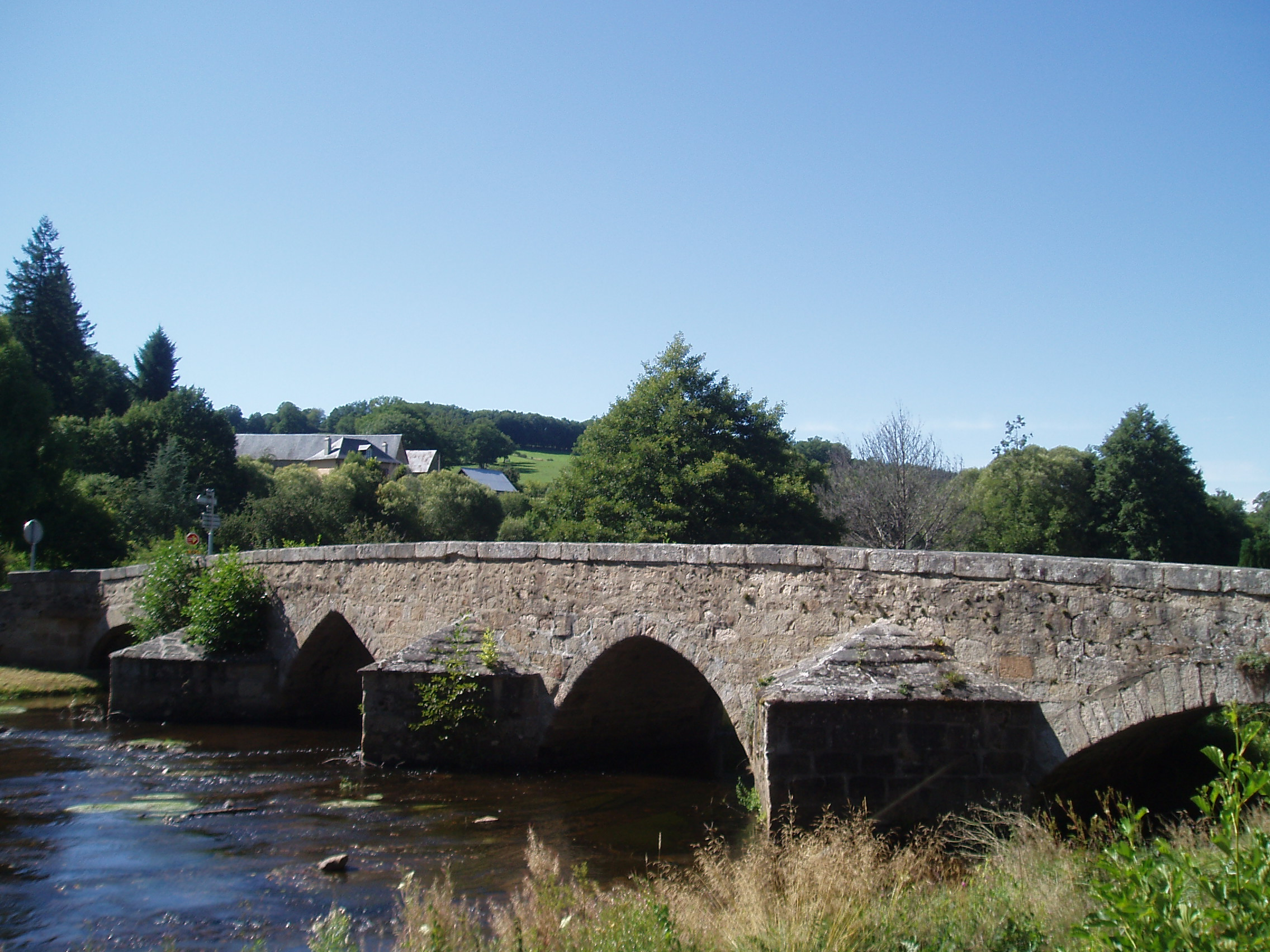
Pont Roby.
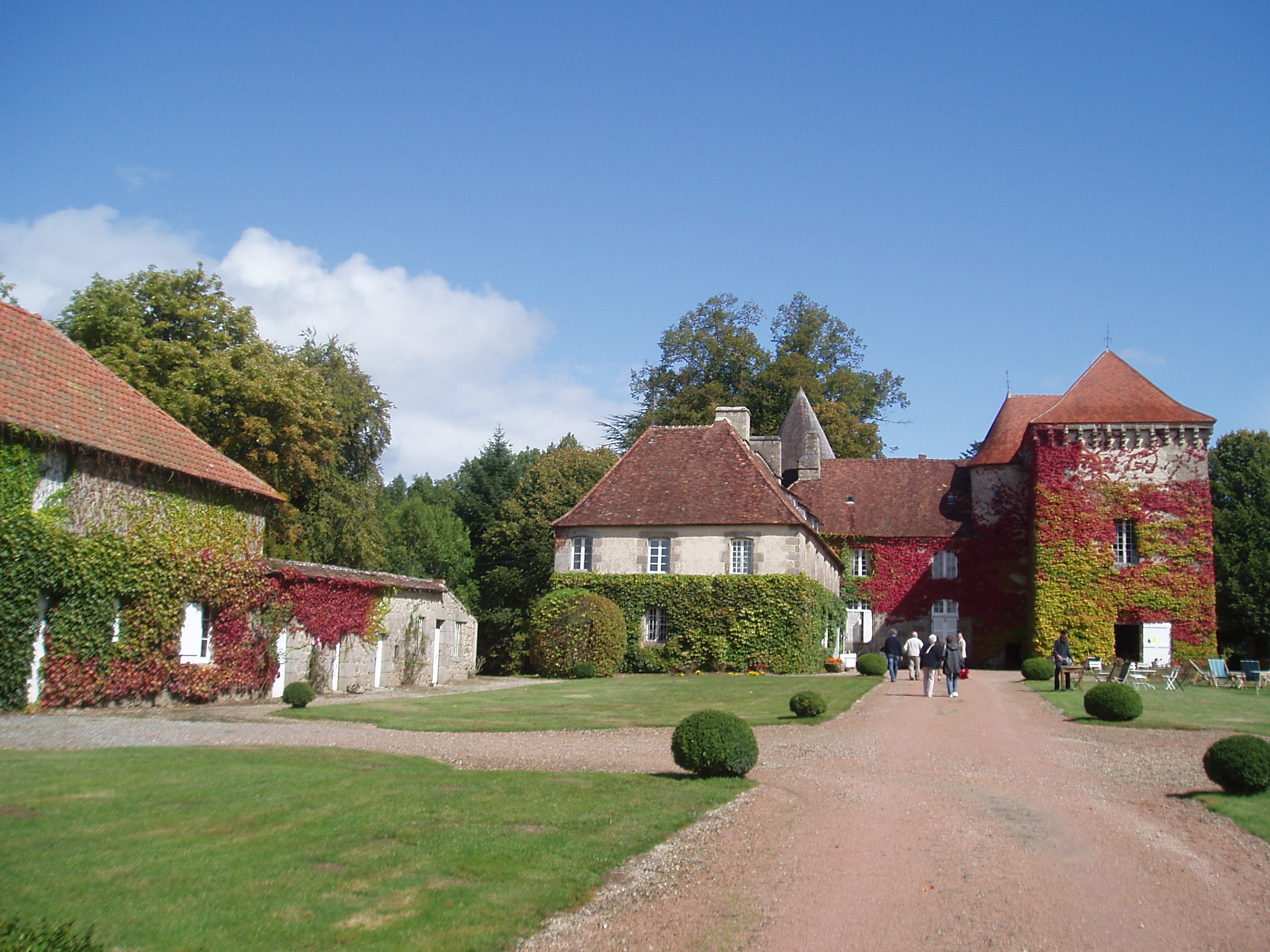
Château d'Arfeuille.

### Cartes postales anciennes

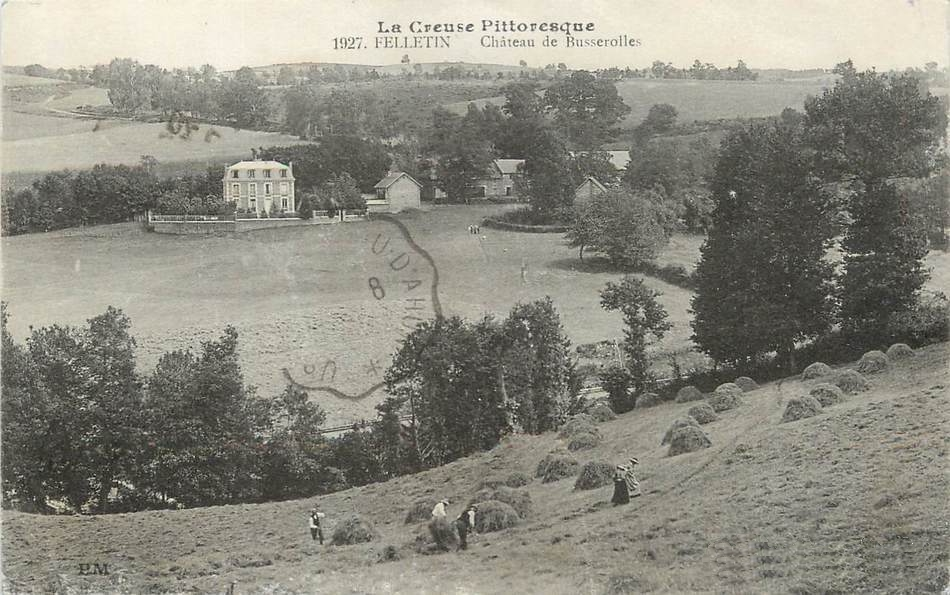
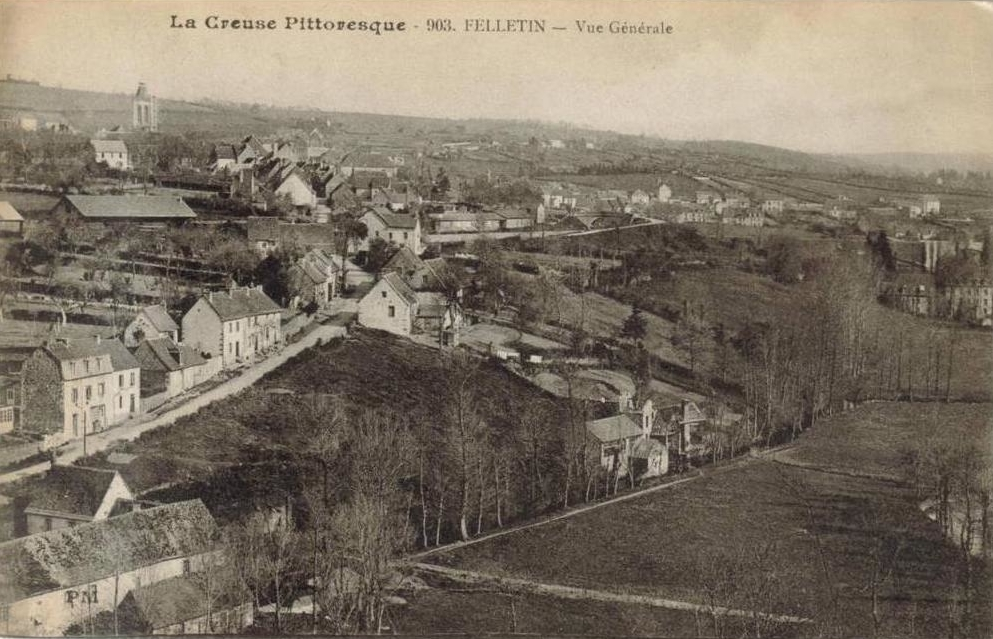
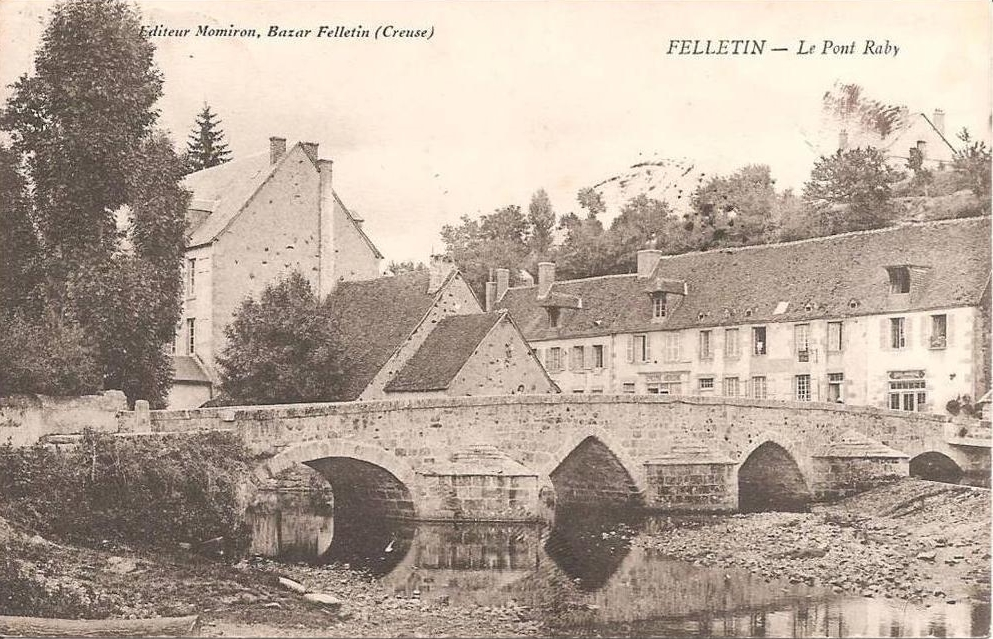
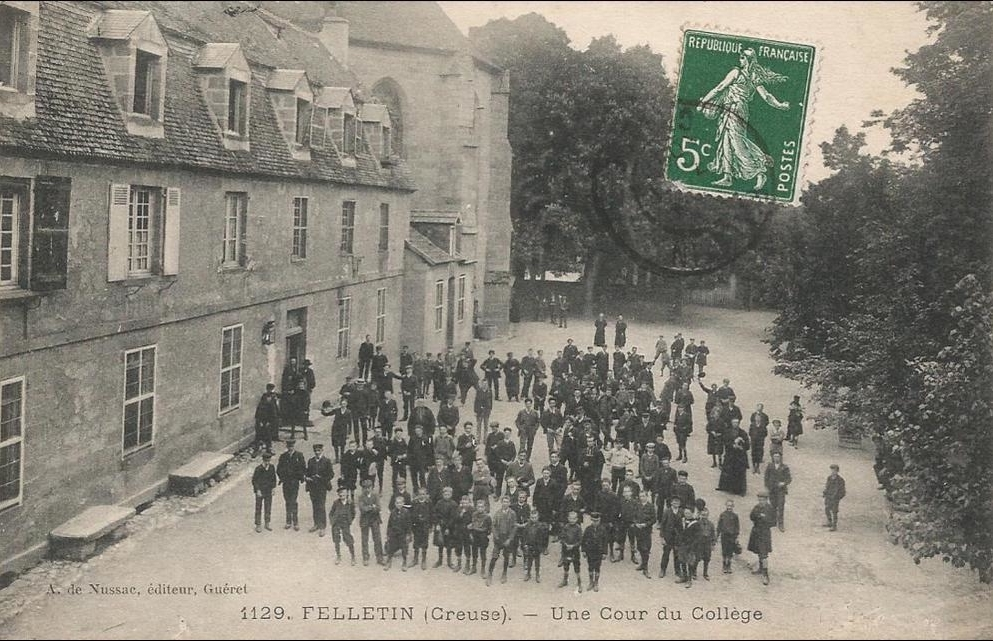
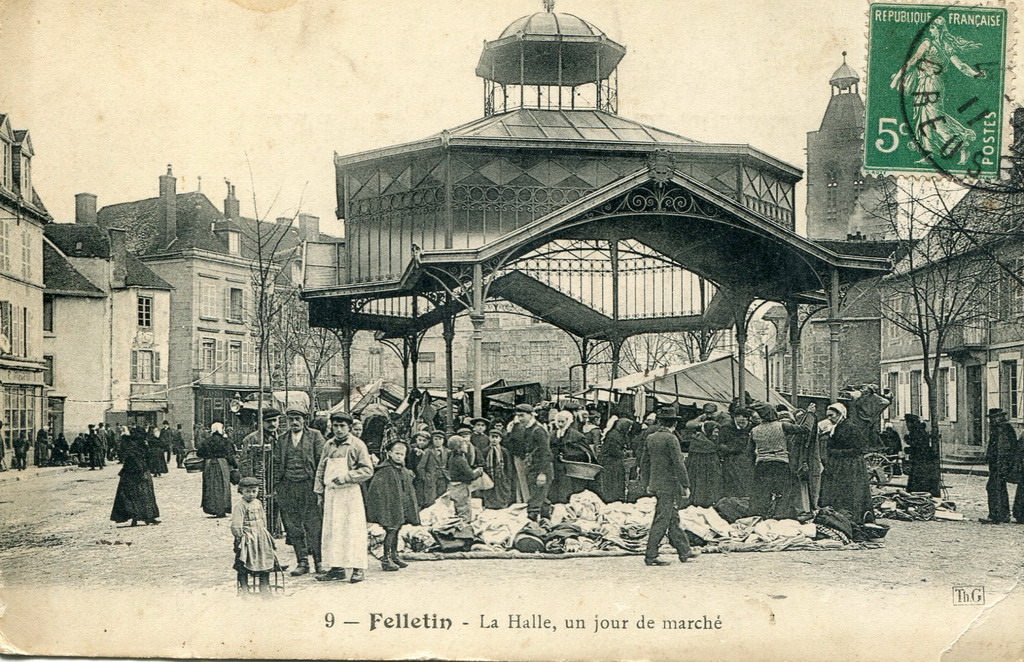
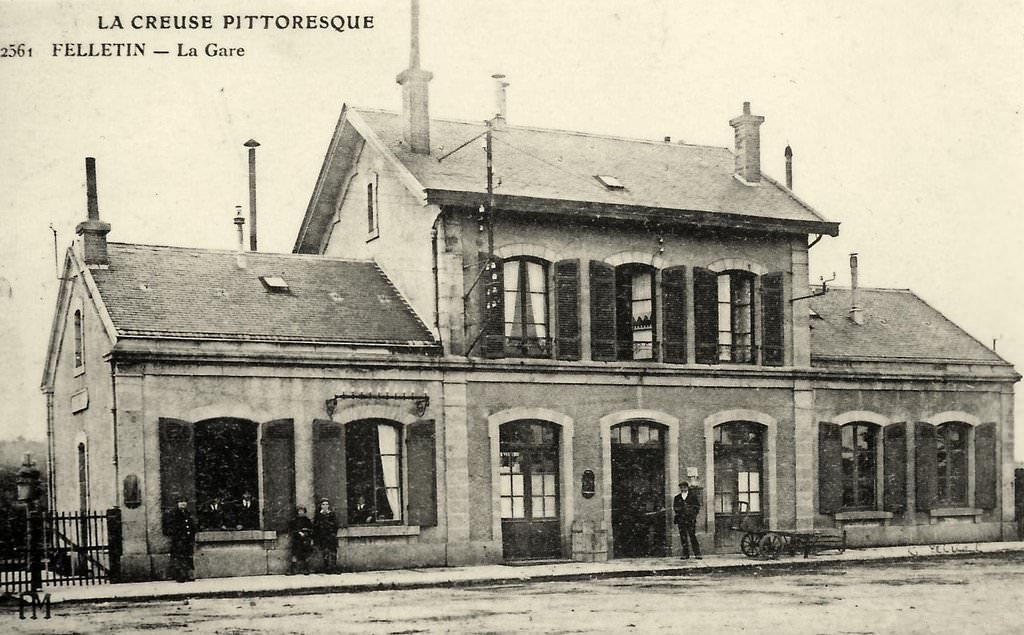
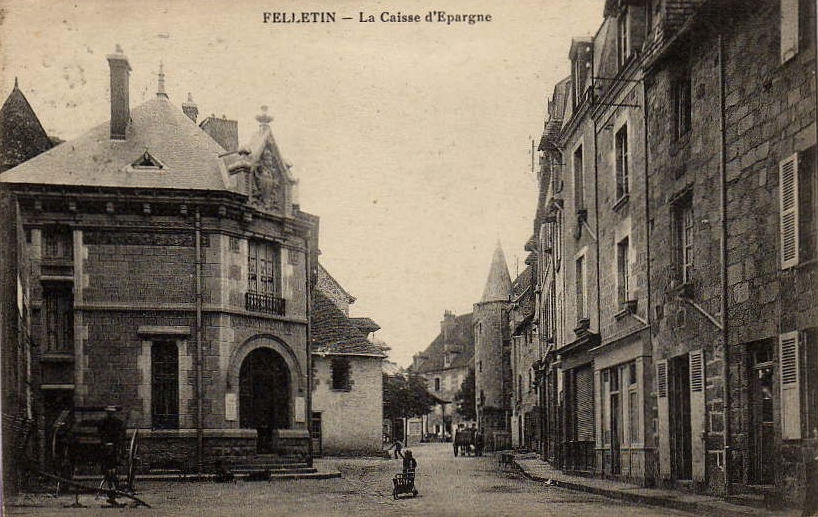

### Personnalités liées à la commune
- La famille Feydeau, famille noble, est originaire de Felletin.
- Pacifique Tixier (†1645), né à Felletin, moine chartreux, profès de Port-Sainte-Marie, prieur de Villefranche-de-Rouergue, en 1614 ; de Port-Sainte-Marie, en 1616 ; prieur-fondateur de la chartreuse de Bordeaux, transféré à Toulouse en 1627[48],[49].
- Léon Tixier (†1649), né à Felletin, moine, général des chartreux, frère du précédent.
- Antoine Tixier (†1655), né à Felletin, moine chartreux, profès de Toulouse, prieur de Rodez en 1617, puis de Cahors en 1627, prieur à Bordeaux en 1642, à Cahors dès l'année suivante, transféré à Toulouse en 1645, frère des deux précédents.
- Léonard Bandy de Lachaud, né le 21 décembre 1729 à Felletin, mort le 28 septembre 1803, est un marchand et un homme politique français.
- Gilbert Bandy de Nalèche (1756-1820), général des armées de la République et de l'Empire, né et décédé à Felletin, fils de Léonard Bandy de Lachaud.
- Jean Sallandrouze de Lamornaix, né le 15 décembre 1760 à Felletin, décédé le 9 juin 1826 à Paris, manufacturier, inhumé au Père-Lachaise, père de Charles Sallandrouze de Lamornaix, industriel et homme politique.
- Étienne-Émile Cornudet des Chaumettes, né le 10 février 1795 à Felletin, décédé le 2 décembre 1870 à Crocq (Creuse), homme politique, député de la Creuse.
- Jacques-Auguste Rousseau, né le 30 décembre 1813 à Felletin, mort le 2 septembre 1898 à Versailles, est un colonel sous le Second Empire, commandeur de la Légion d'honneur.
- Jean-Baptiste Coutisson-Dumas, homme politique[50].
- Pierre Mazière est né en 1847 à Saint-Amand et mort en 1928 à Moutier-Rozeille. Cet ancien maçon de la Creuse à Paris, effectuera une carrière politique : maire de Moutier-Rozeille en 1878, conseiller général de Felletin en 1886, député de l'arrondissement d'Aubusson en 1902 et enfin sénateur de la Creuse entre 1903 et 1921.
- Jean-Jacques Courtaud Diverneresse, né à Felletin en 1794, philologue et helléniste. Meurt à Paris le 11 février 1879.
- Jacques-Joseph Grancher, né le 29 septembre 1843 à Felletin. Décédé à Paris en 1907. Médecin, il a inoculé le vaccin de Louis Pasteur contre la rage à Joseph Meister en 1885.
- Pierre Paquet, né le 6 août 1875 à Felletin, mort le 14 juillet 1959 à Paris 7e, architecte, Inspecteur général des Monuments historiques de 1929 à 1947.
- Jean Gilbert Murat, né le 16 septembre 1807 à Felletin (Creuse) et mort le 25 septembre 1863 à Paris, artiste peintre.
- Gervais Rousseau (1822-1900), homme politique né à Felletin, sénateur de la Creuse de 1896 à 1900.
- Gabriel Chabrat est un artiste peintre creusois, né en 1936 à Felletin.

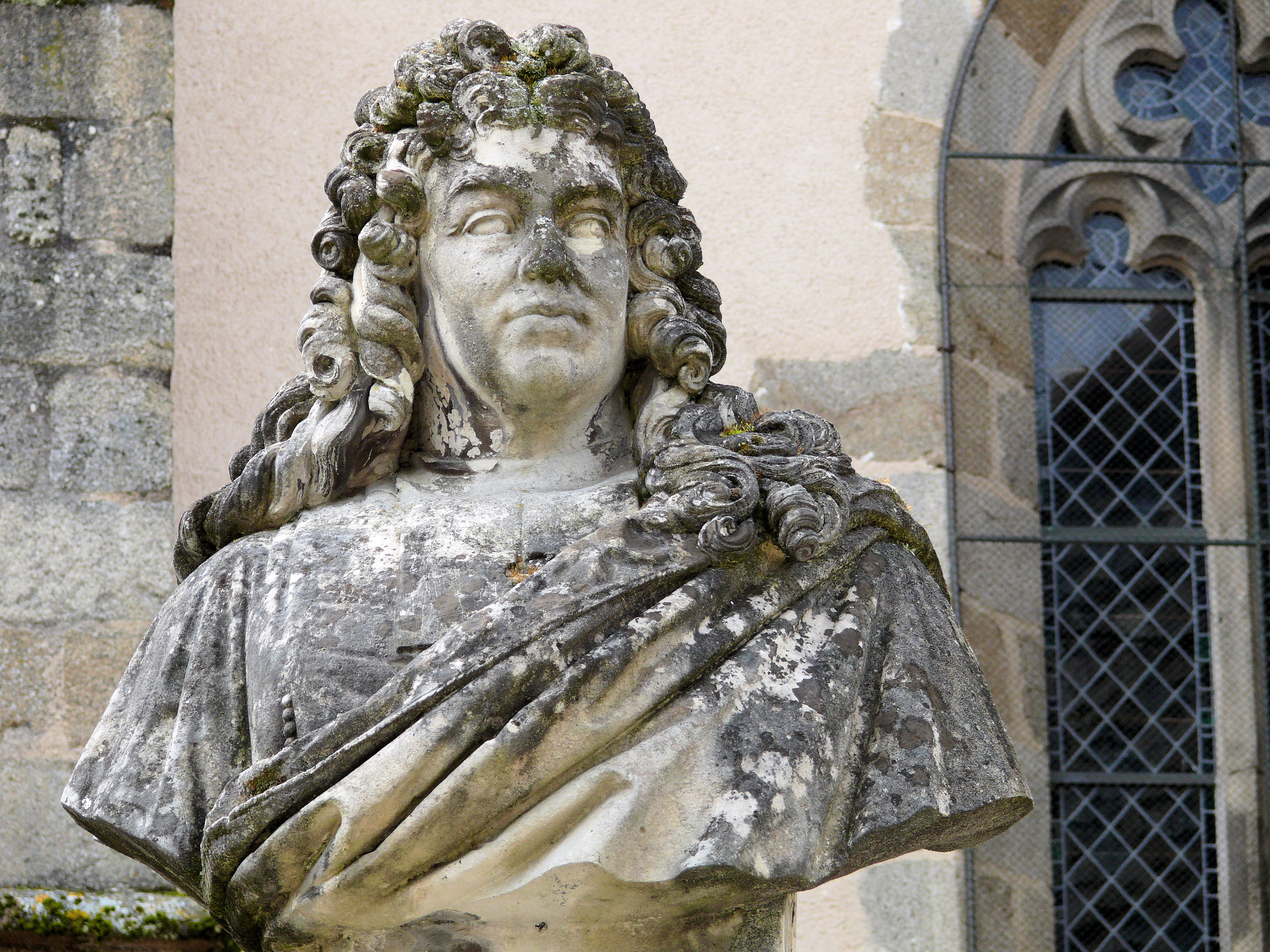
Monument à Philippe Quinault.
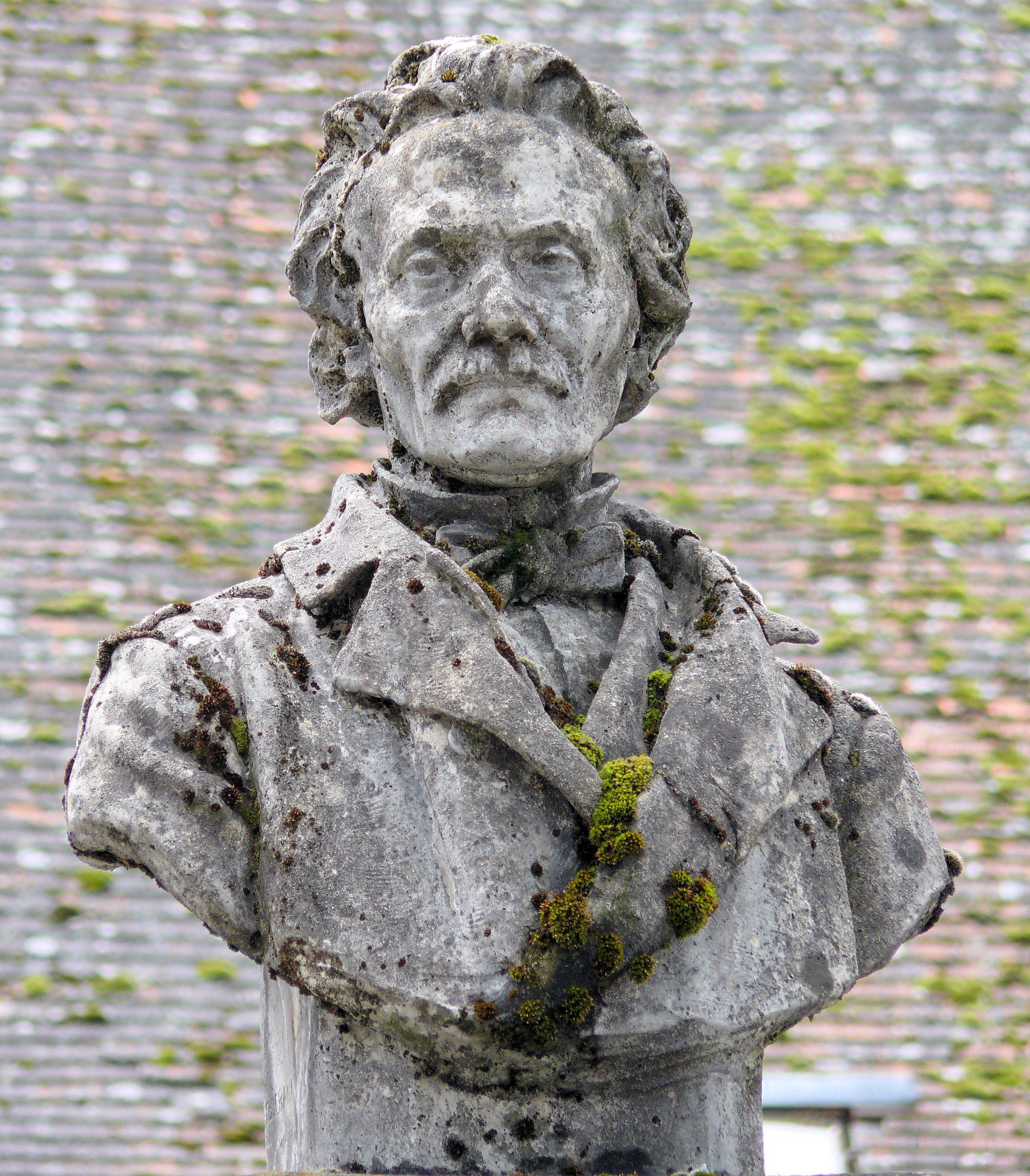
Monument à Jean-Jacques Courtaud Diverneresse.
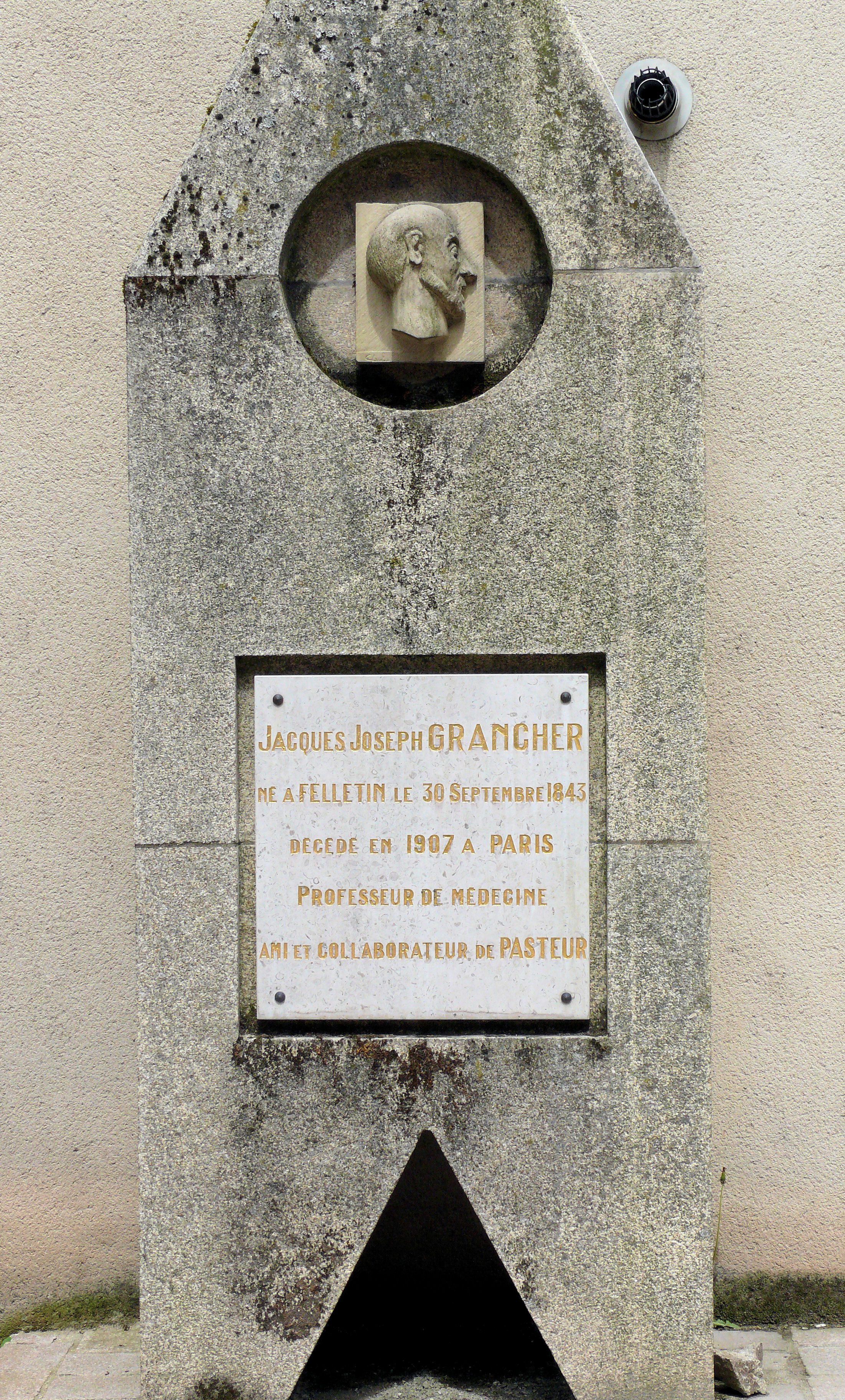
Monument à Jacques-Joseph Grancher.

- Nicole Dubré-Chirat (1951-), femme politique, députée de la sixième circonscription de Maine-et-Loire y est née.
- Hervé Vilard, chanteur de Capri, c'est fini, Nous, Reviens et Méditerranéenne, est forcé à aller à Felletin apprendre le métier de maçon. Il fera sa première fugue[51].
- Peter Watkins, cinéaste, s’installe dans la commune en 2007.
- Dans son ouvrage Convergence of probability measures, le mathématicien américain Patrick Billingsley attribue la démonstration d'un théorème à un certain Jean-Pierre Portmanteau de l'université de Felletin. Le théorème est aujourd'hui connu sous le nom de théorème de Portmanteau, mais il s'agit d'un canular : le mathématicien Jean-Pierre Portmanteau n'existe pas.
- Hulk Hogan,ancien lutteur américain mondialement connu, possédait une résidence secondaire dans la commune[52].

### Héraldique
| Blason de Felletin | Blason  | D'argent, à une croix ancrée de gueules. Devise / CriIn hoc signo vinces (Par ce signe tu vaincras).                                                    |
| Blason de Felletin | Détails | D'après le sceau des consuls du lieu au XVIe siècle. Utilisé par la commune.                                                                            |
| Blason de Felletin | Alias   | D'or, à trois fasces de gueules, celle du milieu chargée de trois feuilles de laurier d'argent. Attribué par Charles d'Hozier à la fin du XVIIe siècle. |